# Sigismund von Herberstein

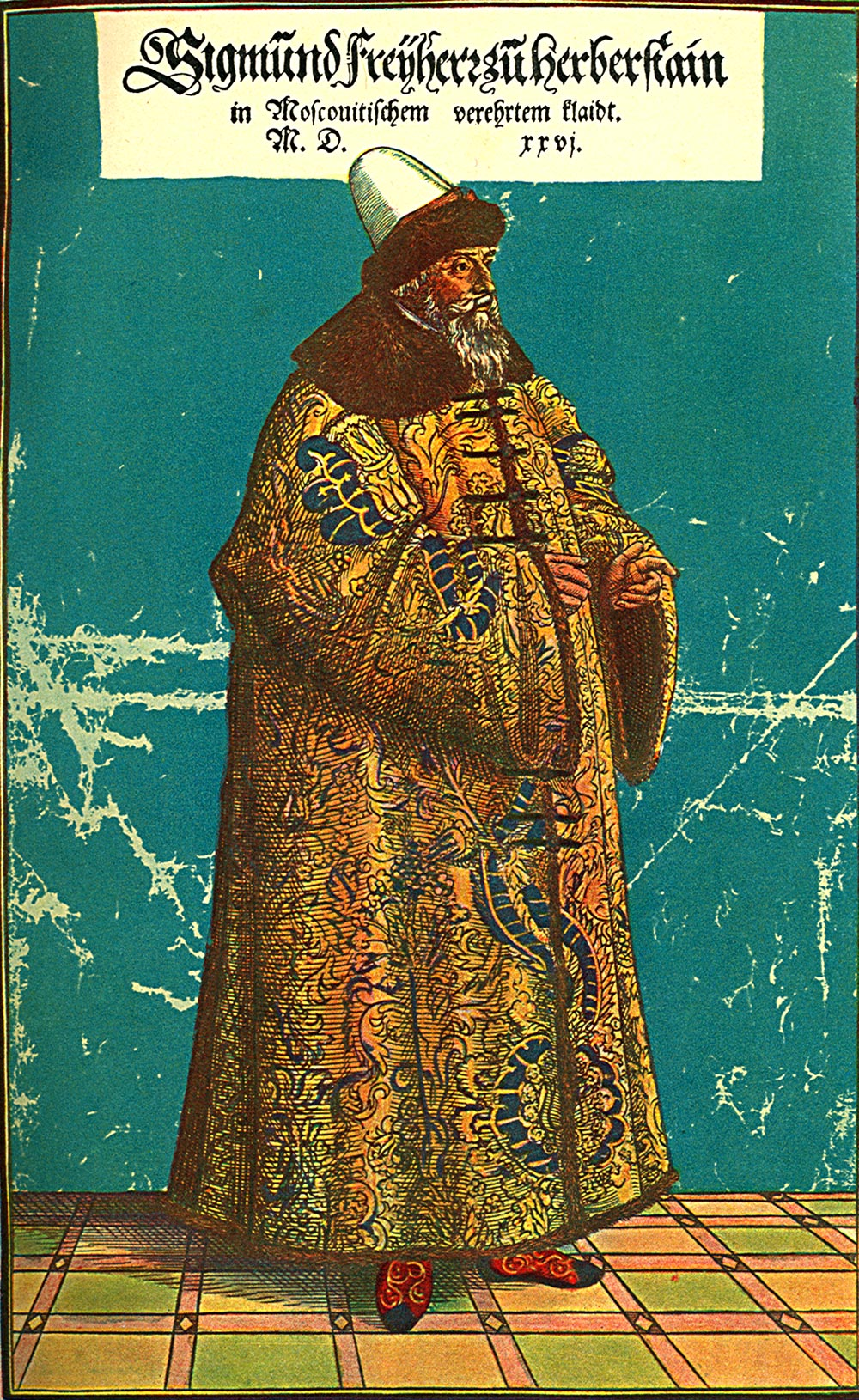
Sigismund von Herberstein in Russische dracht

Siegmund (Sigismund) Freiherr von Herberstein,  (of baron Sigismund von Herberstein),  (23 augustus 1486 - 28 maart 1566) was een Krains diplomaat, schrijver, historicus en lid van de Keizerlijke Raad van het Heilige Roomse Rijk. Hij werd het meest bekend om zijn uitgebreide geschriften over  de geografie, geschiedenis en gewoontes van Rusland en heeft sterk bijgedragen aan het begin van de West-Europese kennis van dat gebied.

## Zijn vroege leven
Herberstein werd geboren in 1486 in Vipava in het hertogdom Krain, nu in Slovenië, destijds een deel van de staat van Binnen-Oostenrijk onder de Habsburgse monarchie. Zijn ouders waren Leonhard von Herberstein en Barbara von Lueg, leden van  de prominente Duitstalige familie die al bijna 200 jaar in kasteel Herberstein woonde. Er is weinig bekend van zijn vroege leven afgezien van het feit dat hij bekend was met de Sloveense taal die werd gesproken in de regio. Deze kennis werd later in zijn leven belangrijk.
In 1499 ging hij aan de Universiteit van Wenen filosofie en rechten studeren. In 1506 diende hij in het leger als een officier in een aantal campagnes. In 1508 werd hij door keizer Maximiliaan I in eigen persoon geridderd. In 1515 trad hij toe tot de keizerlijke raad, het parlement, en begon een lange en illustere diplomatieke carrière.

## Diplomatieke carrière
Tussen 1515 en 1553 voerde Herberstein ongeveer 69 missies in het buitenland uit, reizen door grote delen van Europa en Turkije. Hij werd gehuldigd door de heersende Habsburgers en beloond met titels en landgoederen. Hij werd twee keer naar Rusland gestuurd als ambassadeur van de Heilige Roomse Keizer, in 1517 om te proberen een wapenstilstand tussen Rusland en Litouwen te regelen, en in 1526 om een in 1522 ondertekend verdrag tussen de twee  te vernieuwen. Deze uitgebreide bezoeken (negen maanden duurde zijn bezoek van 1517) stelden hem in de gelegenheid om een tot dan toe grotendeels onbekende Russische samenleving te bestuderen.

## Geschriften over Rusland

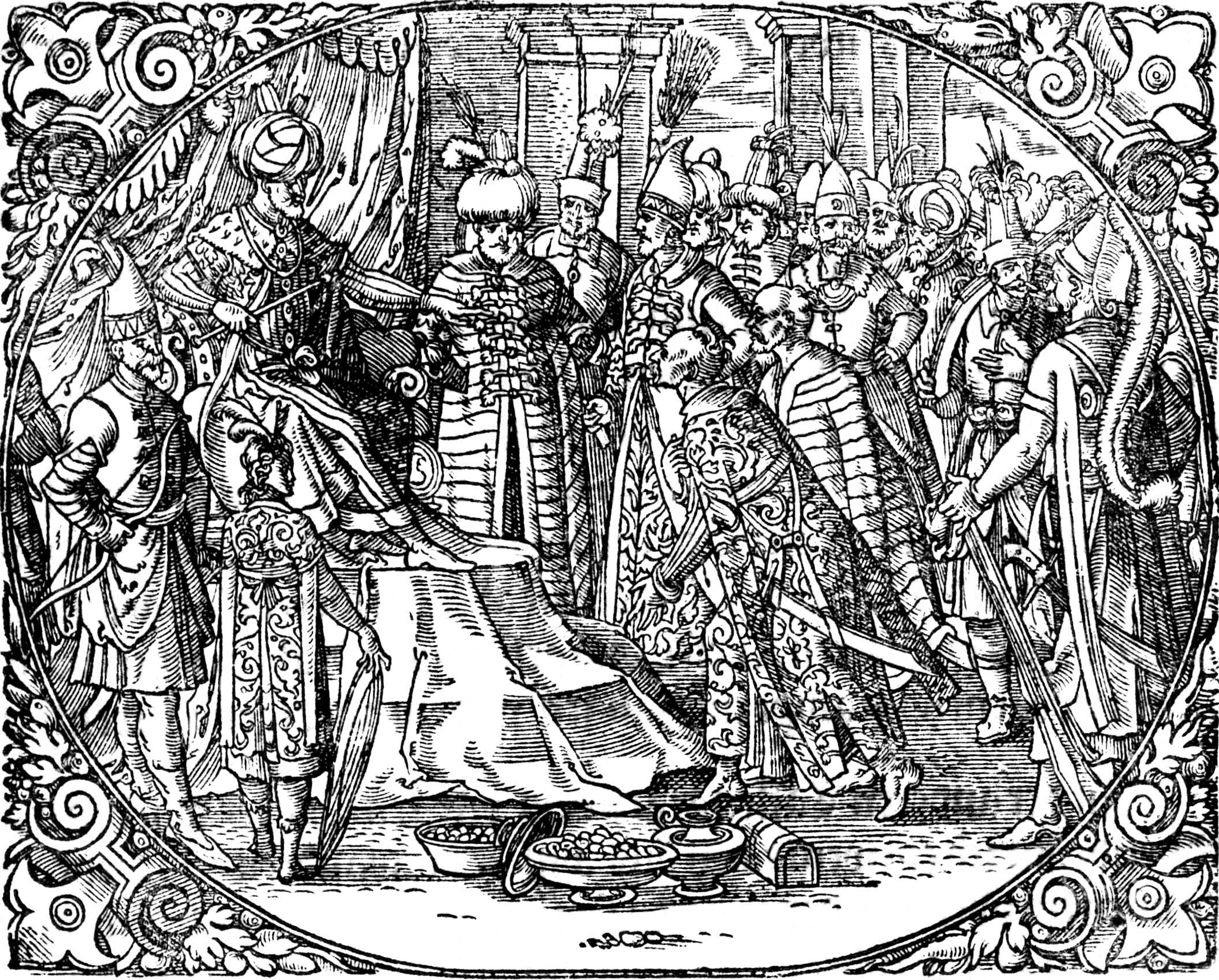
Gravure uit het boek Sigmund Herberstein. Ambassadeurs presenteren giften aan de tsaar van Moskovië.

Herbersteins kennis van het Sloveens, opgedaan in zijn jeugd, stelde hem in staat om vrij te communiceren met Russen, omdat Sloveens en Russisch beide behoren tot de Slavische talen. Hij gebruikte die vaardigheid om een veelheid aan mensen in Rusland te bevragen over een breed scala aan onderwerpen. Dit gaf hem een inzicht in Rusland en de Russen dat niet bekend was uit de weinige eerdere bezoeken aan Rusland. 
Hij schreef waarschijnlijk zijn eerste verslag over het leven in Rusland tussen 1517 en 1527, maar daar bestaat geen kopie meer van. In 1526 werd hij gevraagd om een formeel verslag van zijn ervaringen in Rusland te maken, maar dit bleef relatief onopgemerkt in de archieven, totdat hij tijd kon vinden om het te herzien en uit te breiden, mogelijk in de jaren 1530.
Uit zijn  werk blijkt dat Herberstein een energieke en bekwame etnograaf was. Hij onderzocht diepgaand, zowel door de lokale bevolking te bevragen, als door kritisch onderzoek te doen van de schaarse bestaande literatuur over Rusland. Het resultaat was zijn belangrijkste werk Rerum Moscoviticarum Commentarii  (Opmerkingen over Moskovitische Zaken), een boek in het Latijn geschreven, gepubliceerd in 1549. Dit werd in West-Europa de belangrijkste vroege bron van kennis over Rusland.